# 樊川 (中央文史研究馆馆员)
樊川（1886年—1975年），曾用名宝棠，湖北恩施人，中国书画家。

## 生平
1886年阴历十月初七生。青年时随侍祖父樊增祥赴陕西、北京、江浙等地。1909年考入南京两江高等师范学堂。自民国成立至1931年樊增祥去世，一直为其料理文案。1952年8月受聘为中央文史馆官员。1975年10月13日病逝。著有《摩兜鞬室诗钞》。